# Nazionale maschile under 19 di football americano della Gran Bretagna
La Nazionale di football americano Under-19 della Gran Bretagna è la selezione maschile di football americano della BAFA, che rappresenta la Gran Bretagna nelle varie competizioni ufficiali o amichevoli riservate a squadre nazionali Under-19.

## Risultati
Legenda: Grassetto: Risultato migliore, Corsivo: Mancate partecipazioni

## Dettaglio stagioni

### Amichevoli
| Stagione | Vin | Par | Per | Tot | PF  | PS  | avversaria                                   |
| -------- | --- | --- | --- | --- | --- | --- | -------------------------------------------- |
| 1991     | 1   | 0   | 0   | 1   | 38  | 9   | Lakenheath Lancers                           |
| 1995     | 0   | 0   | 2   | 2   | ?   | 0   | Team USA Milwaukee                           |
| 1996     | 0   | 0   | 2   | 2   | 26  | 99  | Mount Saint Joseph Gaels, Team USA Milwaukee |
| 1997     | ?   | ?   | ?   | 1   | ?   | ?   | Mount Saint Joseph Gaels                     |
| 2003     | 0   | 0   | 1   | 1   | 0   | 17  | Paesi Bassi                                  |
| 2004     | 0   | 0   | 1   | 1   | 13  | 40  | Düsseldorf Panther                           |
| 2009     | 1   | 0   | 0   | 1   | 42  | 2   | Polonia                                      |
| 2013     | 1   | 0   | 0   | 1   | 28  | 14  | Paesi Bassi                                  |
| Totale   | 4   | 0   | 5   | 9   | 154 | 131 |                                              |

Fonte: britballnow.co.uk

### Tornei

#### Campionato europeo

##### Europeo ante 2022

###### Fase finale
| Stagione | regular season | regular season | regular season | regular season | regular season | regular season | playoff | playoff | playoff | playoff | playoff | playoff      | playoff    |
|          | Vin            | Par            | Per            | Tot            | PF             | PS             | Vin     | Per     | Tot     | PF      | PS      | risultato    | avversaria |
| -------- | -------------- | -------------- | -------------- | -------------- | -------------- | -------------- | ------- | ------- | ------- | ------- | ------- | ------------ | ---------- |
| 1992     | -              | -              | -              | -              | -              | -              | 0       | 2       | 2       | 6       | 47      | Quarto posto | Italia     |
| 1994     | 1              | 1              | 1              | 3              | 47             | 67             | 1       | 0       | 1       | 20      | 0       | Quinto posto | Austria    |
| 1998     | 0              | 0              | 2              | 2              | 7              | 105            | 0       | 1       | 1       | 0       | 18      | Sesto posto  | Svizzera   |
| 2000     | 0              | 0              | 2              | 2              | 7              | 84             | 0       | 1       | 1       | 27      | 32      | Sesto posto  | Francia    |
| 2002     | 0              | 0              | 2              | 2              | 20             | 55             | 0       | 1       | 1       | 26      | 29      | Sesto posto  | Rep. Ceca  |
| Totale   | 1              | 1              | 7              | 9              | 81             | 311            | 1       | 5       | 6       | 79      | 126     |              |            |

Fonte: britballnow.co.uk

###### Qualificazioni
| Stagione | regular season | regular season | regular season | regular season | regular season | regular season | playoff | playoff | playoff | playoff | playoff | playoff   | playoff     |
|          | Vin            | Par            | Per            | Tot            | PF             | PS             | Vin     | Per     | Tot     | PF      | PS      | risultato | avversaria  |
| -------- | -------------- | -------------- | -------------- | -------------- | -------------- | -------------- | ------- | ------- | ------- | ------- | ------- | --------- | ----------- |
| 1996     | -              | -              | -              | -              | -              | -              | 0       | 1       | 1       | 23      | 28      |           | Svizzera    |
| 1998     | -              | -              | -              | -              | -              | -              | 1       | 0       | 1       | 54      | 0       |           | Norvegia    |
| 2000     | -              | -              | -              | -              | -              | -              | 1       | 0       | 1       | 40      | 0       |           | Paesi Bassi |
| 2010     | -              | -              | -              | -              | -              | -              | 2       | 1       | 3       | 48      | 26      |           | Rep. Ceca   |
| 2013     | 1              | 0              | 1              | 2              | 38             | 35             | -       | -       | -       | -       | -       | -         | Italia      |
| 2015     | 2              | 0              | 1              | 3              | 55             | 52             | -       | -       | -       | -       | -       | -         | Finlandia   |
| 2019     | -              | -              | -              | -              | -              | -              | 0       | 1       | 1       | 12      | 30      |           | Norvegia    |
| Totale   | 3              | 0              | 2              | 5              | 93             | 87             | 4       | 3       | 7       | 177     | 84      |           |             |

Fonte: britballnow.co.uk

##### Europeo B
| Stagione | regular season | regular season | regular season | regular season | regular season | regular season | playoff | playoff | playoff | playoff | playoff | playoff      | playoff    |
|          | Vin            | Par            | Per            | Tot            | PF             | PS             | Vin     | Per     | Tot     | PF      | PS      | risultato    | avversaria |
| -------- | -------------- | -------------- | -------------- | -------------- | -------------- | -------------- | ------- | ------- | ------- | ------- | ------- | ------------ | ---------- |
| 2022     | -              | -              | -              | -              | -              | -              | 1       | 1       | 2       | 39      | 36      | Terzo posto  | Spagna     |
| 2023     | -              | -              | -              | -              | -              | -              | 0       | 2       | 2       | 7       | 55      | Quarto posto | Francia    |
| Totale   | -              | -              | -              | -              | -              | -              | 1       | 3       | 4       | 46      | 91      |              |            |

Fonte: britballnow.co.uk

#### TransAtlantic Challenge
| Stagione | regular season | regular season | regular season | regular season | regular season | regular season | playoff | playoff | playoff | playoff | playoff | playoff       | playoff            |
|          | Vin            | Par            | Per            | Tot            | PF             | PS             | Vin     | Per     | Tot     | PF      | PS      | risultato     | avversaria         |
| -------- | -------------- | -------------- | -------------- | -------------- | -------------- | -------------- | ------- | ------- | ------- | ------- | ------- | ------------- | ------------------ |
| 1989     | ?              | ?              | ?              | ?              | ?              | ?              |         |         |         |         |         | ?             | Team USA Milwaukee |
| 1990     | 0              | 0              | 1              | 1              | 0              | 28             |         |         |         |         |         | Secondo posto | Team USA Milwaukee |
| 1991     | 1              | 0              | 0              | 1              | 40             | 12             |         |         |         |         |         | Campioni      | Team USA Milwaukee |
| 1992     | 0              | 0              | 1              | 1              | 11             | 28             |         |         |         |         |         | Secondo posto | Team USA Milwaukee |
| 1993     | 0              | 0              | 1              | 1              | 0              | 24             |         |         |         |         |         | Secondo posto | Milwaukee Allstars |
| Totale   | 1+?            | 0+?            | 3+?            | 5              | 51+?           | 92+?           | -       | -       | -       | -       | -       | -             |                    |

Fonte: britballnow.co.uk

### Riepilogo partite disputate
| Anno              | Luogo       | Evento                      | Fase del torneo      | Incontro                                 | Risultato |
| 1989              | Derby       | TransAtlantic Challenge I   |                      | Gran Bretagna - Team USA Milwaukee       | ? - ?     |
| 1990              | Milwaukee   | TransAtlantic Challenge II  |                      | Team USA Milwaukee - Gran Bretagna       | 28 - 0    |
| 1991              | Derby       | TransAtlantic Challenge III |                      | Gran Bretagna - Team USA Milwaukee       | 40 - 12   |
| 1991              | Lakenheath  | Amichevole                  |                      | Gran Bretagna - Lakenheath Lancers       | 38 - 9    |
| 1992              | Tolone      | Europeo                     | Semifinale           | Francia - Gran Bretagna                  | 7 - 6     |
| 1992              | Tolone      | Europeo                     | Finale 3º - 4º posto | Italia - Gran Bretagna                   | 40 - 0    |
| 1992              | Milwaukee   | TransAtlantic Challenge IV  |                      | Team USA Milwaukee - Gran Bretagna       | 28 - 11   |
| 1993              | Leicester   | TransAtlantic Challenge V   |                      | Gran Bretagna - Milwaukee Allstars       | 0 - 24    |
| 1994              | Berlino     | Europeo                     | Girone               | Gran Bretagna - Danimarca                | 13 - 12   |
| 1994              | Berlino     | Europeo                     | Girone               | Gran Bretagna - Austria                  | 6 - 6     |
| 1994              | Berlino     | Europeo                     | Girone               | Francia - Gran Bretagna                  | 44 - 28   |
| 1994              | Berlino     | Europeo                     | Finale 5º - 6º posto | Gran Bretagna - Austria                  | 20 - 0    |
| 1995              | Milwaukee   | Amichevole                  |                      | Team USA Milwaukee - Gran Bretagna       | v - 0     |
| 1995              | Milwaukee   | Amichevole                  |                      | Team USA Milwaukee - Gran Bretagna       | v - 0     |
| 1996              | Londra      | Europeo                     | Qualificazioni       | Gran Bretagna - Svizzera                 | 23 - 28   |
| 1996              | ?           | Amichevole                  |                      | Mount Saint Joseph Gaels - Gran Bretagna | 57 - 14   |
| 1996              | Londra      | Amichevole                  |                      | Gran Bretagna - Team USA Milwaukee       | 12 - 42   |
| 1997              | Londra      | Amichevole                  |                      | Gran Bretagna - Mount Saint Joseph Gaels | ? - ?     |
| 1998              | Londra      | Europeo                     | Qualificazioni       | Gran Bretagna - Norvegia                 | 54 - 0    |
| 1998              | Germania    | Europeo                     | Girone               | Francia - Gran Bretagna                  | 56 - 0    |
| 1998              | Germania    | Europeo                     | Girone               | Finlandia - Gran Bretagna                | 49 - 7    |
| 1998              | Germania    | Europeo                     | Finale 5º - 6º posto | Gran Bretagna - Svizzera                 | 0 - 18    |
| 2000              | Leicester   | Europeo                     | Qualificazioni       | Gran Bretagna - Paesi Bassi              | 40 - 0    |
| 2000              | Berlino     | Europeo                     | Girone               | Finlandia - Gran Bretagna                | 31 - 0    |
| 2000              | Berlino     | Europeo                     | Girone               | Germania - Gran Bretagna                 | 53 - 7    |
| 2000              | Berlino     | Europeo                     | Finale 5º - 6º posto | Francia - Gran Bretagna                  | 32 - 27   |
| 2002              | Cumbernauld | Europeo                     | Girone               | Gran Bretagna - Francia                  | 14 - 21   |
| 2002              | Cumbernauld | Europeo                     | Girone               | Gran Bretagna - Germania                 | 6 - 34    |
| 2002              | Cumbernauld | Europeo                     | Finale 5º - 6º posto | Gran Bretagna - Rep. Ceca                | 26 - 29   |
| 2003              | Paesi Bassi | Amichevole                  |                      | Paesi Bassi - Gran Bretagna              | 17 - 0    |
| 2004              | Londra      | Amichevole                  |                      | Gran Bretagna - Düsseldorf Panther       | 13 - 40   |
| 2009              | Danzica     | Amichevole                  |                      | Polonia - Gran Bretagna                  | 2 - 42    |
| 26 maggio 2010    | Utrecht     | Europeo                     | Qualificazioni       | Paesi Bassi - Gran Bretagna              | 13 - 18   |
| 20 agosto 2010    | Kragujevac  | Europeo                     | Qualificazioni       | Serbia - Gran Bretagna                   | 13 - 12   |
| 22 agosto 2010    | Kragujevac  | Europeo                     | Qualificazioni       | Rep. Ceca - Gran Bretagna                | 0 - 18    |
| 7 settembre 2012  | Roma        | Europeo                     | Qualificazioni       | Serbia - Gran Bretagna                   | 21 - 3    |
| 9 settembre 2012  | Roma        | Europeo                     | Qualificazioni       | Italia - Gran Bretagna                   | 14 - 35   |
| 2013              | Gateshead   | Amichevole                  |                      | Gran Bretagna - Paesi Bassi              | 28 - 14   |
| 11 aprile 2015    | Bristol     | Europeo                     | Qualificazioni       | Gran Bretagna - Russia                   | 21 - 0    |
| 8 maggio 2015     | Vejle       | Europeo                     | Qualificazioni       | Danimarca - Gran Bretagna                | 31 - 19   |
| 10 maggio 2015    | Vejle       | Europeo                     | Qualificazioni       | Finlandia - Gran Bretagna                | 21 - 15   |
| 30 marzo 2019     | Leeds       | Europeo                     | Qualificazioni       | Gran Bretagna - Norvegia                 | 12 - 30   |
| 6 luglio 2022     | Bologna     | Europeo B                   | Semifinale           | Finlandia - Gran Bretagna                | 22 - 11   |
| 9 luglio 2022     | Bologna     | Europeo B                   | Finale 3º - 4º posto | Spagna - Gran Bretagna                   | 14 - 28   |
| 8 aprile 2023     | Milano      | Europeo B                   | Semifinale           | Italia - Gran Bretagna                   | 34 - 0    |
| 15 settembre 2023 | Coventry    | Europeo B                   | Finale 3º - 4º posto | Gran Bretagna - Francia                  | 7 - 21    |

## Confronti con le altre Nazionali
Questi sono i saldi della Gran Bretagna nei confronti delle Nazionali incontrate.

### Saldo positivo
| Nazionale   | Giocate | Vinte | Pareggiate | Perse | PF | PS | Ultima vittoria | Ultimo pari | Ultima sconfitta |
| ----------- | ------- | ----- | ---------- | ----- | -- | -- | --------------- | ----------- | ---------------- |
| Polonia     | 1       | 1     | 0          | 0     | 42 | 2  | 2009            | -           | -                |
| Russia      | 1       | 1     | 0          | 0     | 21 | 0  | 2015            | -           | -                |
| Spagna      | 1       | 1     | 0          | 0     | 28 | 14 | 2022            | -           | -                |
| Paesi Bassi | 4       | 3     | 0          | 1     | 86 | 44 | 2013            | -           | 2003             |
| Austria     | 2       | 1     | 1          | 0     | 26 | 6  | 1994            | 1994        | -                |

### Saldo in pareggio
| Nazionale | Giocate | Vinte | Pareggiate | Perse | PF | PS | Ultima vittoria | Ultimo pari | Ultima sconfitta |
| --------- | ------- | ----- | ---------- | ----- | -- | -- | --------------- | ----------- | ---------------- |
| Norvegia  | 2       | 1     | 0          | 1     | 66 | 30 | 1998            | -           | 2019             |
| Rep. Ceca | 2       | 1     | 0          | 1     | 44 | 29 | 2010            | -           | 2002             |
| Danimarca | 2       | 1     | 0          | 1     | 32 | 43 | 1994            | -           | 2015             |

### Saldo negativo
| Nazionale | Giocate | Vinte | Pareggiate | Perse | PF | PS  | Ultima vittoria | Ultimo pari | Ultima sconfitta |
| --------- | ------- | ----- | ---------- | ----- | -- | --- | --------------- | ----------- | ---------------- |
| Italia    | 3       | 1     | 0          | 2     | 35 | 90  | 2012            | -           | 2023             |
| Serbia    | 2       | 0     | 0          | 2     | 15 | 34  | -               | -           | 2012             |
| Svizzera  | 2       | 0     | 0          | 2     | 23 | 46  | -               | -           | 1998             |
| Germania  | 2       | 0     | 0          | 2     | 13 | 87  | -               | -           | 2002             |
| Finlandia | 4       | 0     | 0          | 4     | 33 | 123 | -               | -           | 2022             |
| Francia   | 6       | 0     | 0          | 6     | 72 | 181 | -               | -           | 2023             |

## Roster storici
| Roster della Gran Bretagna - Italia-Gran Bretagna Semifinale Europeo B 2023 |
| --- |
| Quarterback - 8 Finley Guyan - 5 Joseph McGovern Running Back - 22 Rosen Nikolov - 9 Sam Geddes - 27 Luca Garner-Beynon - 44 Alexander Edun Wide Receiver - 1 Kingsley Eke - 11 Harry Buckland - 17 Harley Skinner-Henry - 30 Ryan Hart - 85 Isaac Waugh - 18 Onrie Manning - 13 Jack Lugton - 4 Karl Valmont Offensive Linemen - 77 Joseph Mugford - 74 Louis Burghes - 73 Taylor Shortland - 60 Henry Flatt - 79 Ben Millar - 70 Cam Dwyer - 61 Dominic Norbron - 69 Jake Butler Defensive Linemen - 99 Jake Pearman - 94 Brandon Tennant - 55 Olaite Okunlola - 98 Jacob Wilkes - 92 Oliver Williams - 91 Nathan Gayle Linebacker - 34 Jack Redhead - 19 Luca Clements - 40 Edward Kyere - 54 Caspar Harker - 56 Michael Alade - 42 Jahveal Laidley Defensive Back - 14 Joe Timmons - 16 Gabriel Wiseman - 6 Nelson Hamilton - 35 James Eaton - 2 Jerome Darko - 24 Toby Dean - 3 Thabo Witter - 21 Ibrahim Cham - 26 Harrison Gilroy - 7 Vinnie Maxfield - 36 Daniel Schofield Special Team Roster aggiornato al 27 marzo 2025 |